# Eparchie sanfranciská a západoamerická
Eparchie San Francisco a Západní Amerika je eparchie ruské pravoslavné církve v zahraničí.

## Území a titul biskupa
Zahrnuje správní hranice území států Idaho, Aljaška, Arizona, Washington, Havaj, Kalifornie, Colorado, Nevada, Nové Mexiko, Oregon, Utah a státu Mexiko.
Eparchiálnímu biskupovi náleží titul biskup sanfranciský a západoamerický.

## Historie

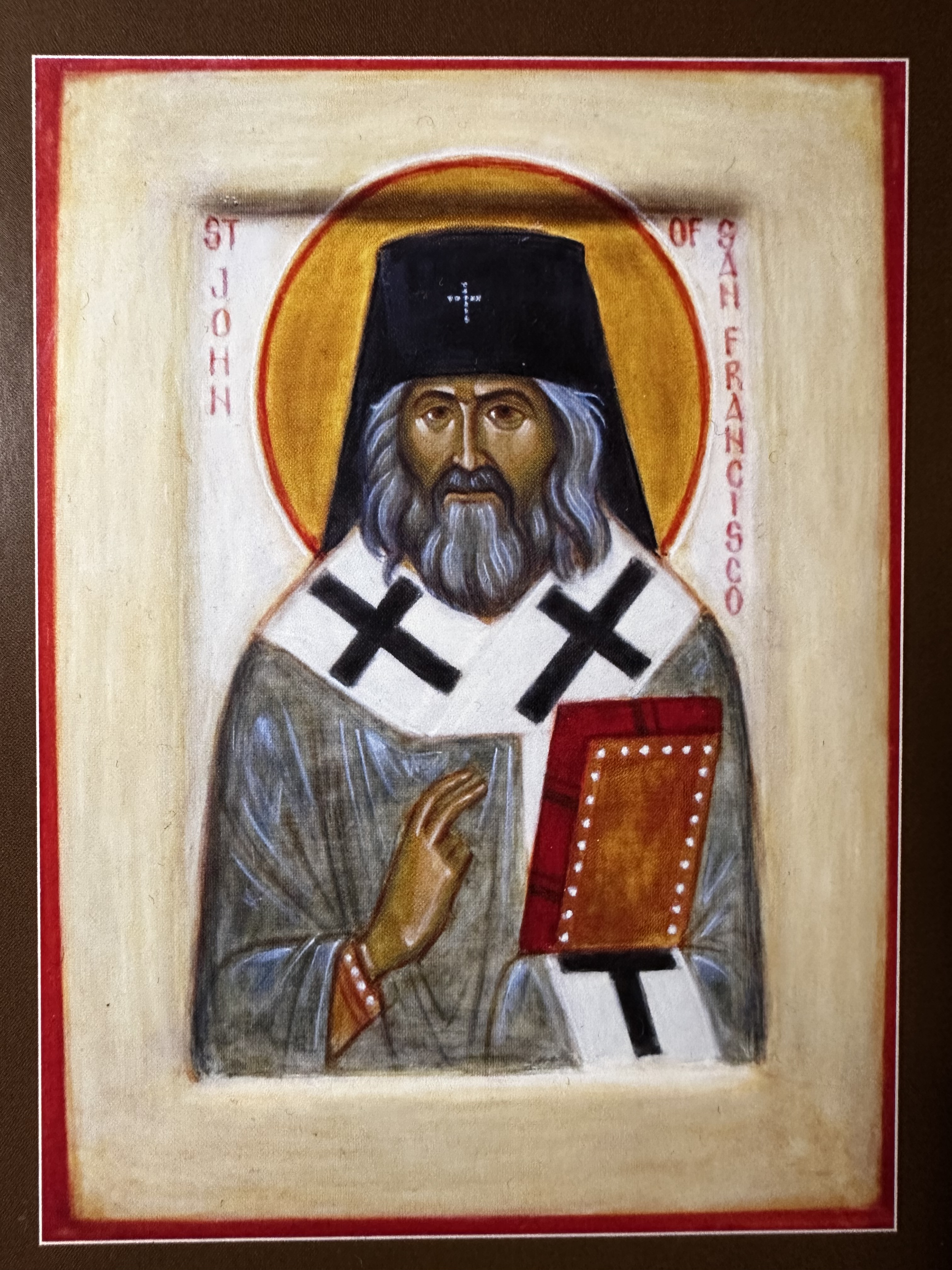
Ikona sv. Jana Sanfranciského

V letech 1872–1905 bylo San Francisco katedrálním městem aleutské eparchie Ruské pravoslavné církve.
Prvním ruským archijerejem s titulem sanfranciský se stal roku 1926 biskup Apolinarij (Košovyj). Během přerušení vazeb mezi severoamerickou metropolí a Ruskou pravoslavnou církví v zahraničí byl jmenován správcem nově zřízené severoamerické eparchie RPCZ s titulem biskup severoamerický a sanfranciský se sídlem v New Yorku.
Roku 1934 vznikla nezávislá západoamerická eparchie se sídlem v San Franciscu. Eparchiálním biskupem se stal dosavadní vikář Tichon (Troickij).
V letech 1935–1946 byla severoamerická metropole v jednotě s Ruskou pravoslavnou církví v zahraničí a sanfranciským biskupem byl metropolita Feofil (Paškovskyj). Po přerušení vztahů v listopadu 1946 se biskupem znovu stal Tichon (Troickij).
Významným biskupem na sanfranciském stolci byl také Ioann (Maximovič), který byl roku 1994 svatořečen.
Dne 7. července 1994 se součástí eparchie stal stát Colorado a v květnu 2006 Nové Mexiko.
Dne 9. prosince 2011 bylo rozhodnuto o přijetí Mexika do jurisdikce eparchie.

## Seznam biskupů

### Sanfranciský vikariát severoamerické eparchie
- 1922–1922 Germogen (Maximov) katedru nepřevzal
- 1924–1927 Apolinarij (Koševoj)
- 1930–1933 Tichon (Troickij)
- 1933–1934 Feodosij (Samojlovič)

### Eparchie sanfranciská
- 1934–1962 Tichon (Troickij)
  - 1962–1963 Ioann (Maximovič) dočasný správce svatořečený
- 1963–1966 Ioann (Maximovič)
  - 1966–1968 Nektarij (Koncevič) dočasný správce
- 1968–2000 Antonij (Medveděv)
- od 2000 Kirill (Dmitrijev)